# Bisdom Huancavélica
Het bisdom Huancavélica (Latijn: Dioecesis Huancavelicensis) is een rooms-katholiek bisdom met als zetel Huancavelica, in Peru. Het bisdom is suffragaan aan het aartsbisdom Ayacucho o Huamanga. 

## Geschiedenis
Het bisdom werd opgericht op 18 december 1944, uit delen van het bisdom Ayacucho o Huamanga, en was suffragaan aan het aartsbisdom Lima. Op 30 juni 1966 wisselde het van kerkprovincie en werd suffragaan aan het nieuw verheven aartsbisdom Ayacucho o Huamanga.

## Parochies
Het bisdom had in 2021 een oppervlakte van 22.131 km2 en telde 506.500 inwoners waarvan 88,9% rooms-katholiek was.

## Bisschoppen
- Alberto Maria Dettmann y Aragón (6 juli 1945 - 28 juni 1948)
- Carlos Maria Jurgens Byrne (13 januari 1949 - 7 februari 1954)
- Florencio Coronado Romani (1 maart 1956 - 14 januari 1982)
- William Dermott Molloy McDermott (14 januari 1982 - 18 juni 2005; hulpbisschop sinds 19 mei 1976)
- Isidro Barrio Barrio (18 juni 2005 - 21 mei 2021; coadjutor sinds 10 april 2002)
- Carlos Alberto Salcedo Ojeda (21 mei 2021 - heden)

Ayacucho o Huamanga (aartsbisdom) · Caravelí (territoriale prelatuur) · Huancavélica